# Heptacarpus carinatus
Heptacarpus carinatus är en kräftdjursart som beskrevs av Edward Morell Holmes 1900. Heptacarpus carinatus ingår i släktet Heptacarpus och familjen Hippolytidae. Inga underarter finns listade i Catalogue of Life.